# Helina subreptitia
Helina subreptitia este o specie de muște din genul Helina, familia Muscidae. A fost descrisă pentru prima dată de Albuquerque și Guilherme A.M.Lopes în anul 1979. Conform Catalogue of Life specia Helina subreptitia nu are subspecii cunoscute.